# اوژنودیلول
اوژنودیلول (انگلیسی: Eugenodilol) یک مسدودکننده آلفا-۱ و مسدودکننده بتا با فعالیت آگونیست گیرنده β۲-آدرنرژیک ضعیف است که از اوژنول مشتق شده‌است.